# Statisten

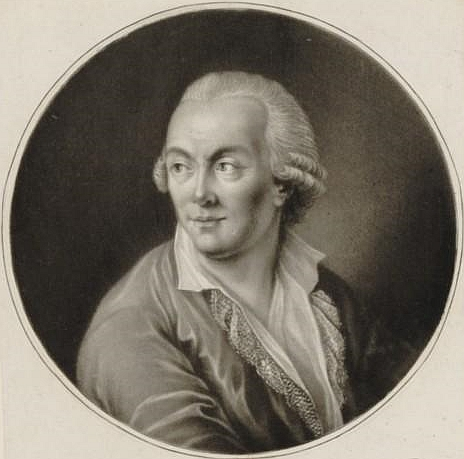
Hendrik van der Noot (1790).

De statisten of democraten waren een politieke fractie tijdens de Brabantse Omwenteling, die aanhangers waren van de Staten. Bij de vorming van de Verenigde Nederlandse Staten in 1789 vormden zij de eerder conservatieve fractie tegenover de vonckisten. Samen zetten zij zich evenwel af tegen het beleid van keizer Jozef II en streefden zij naar de onafhankelijkheid van de Zuidelijke Nederlanden, hetgeen leidde tot de Brabantse Omwenteling (1789 - 1790). 
De statisten wilden eerder het herstel van het ancien régime, onder meer van de staten- en standenorganisaties en de oude vrijheden van de Nederlandse gewesten.  Hun leider was de rechtsgeleerde Hendrik van der Noot (1731 - 1827). Na de eerste Franse inval in de Zuidelijke Nederlanden verdwenen zij van het toneel.